# Prix Breizh
Le prix Breizh est un prix littéraire attribué sous ce nom depuis 2001, à l'initiative de Gwen-Aël Bolloré. À cette date, il a succédé au prix Bretagne créé en 1961. Il couronne chaque année un auteur d'origine bretonne ou ami de la Bretagne.

## Historique
Le prix Bretagne a été fondé en 1961 par des Bretons de Paris, à l'initiative de Gwenn-Aël Bolloré, autour de Pascal Pondaven et Charles Le Quintrec, directeur et rédacteur en chef de l'hebdomadaire La Bretagne à Paris.
Le prix Breizh, désormais sous le mécénat de Vincent Bolloré, a fêté son 50e anniversaire en 2011. À cette occasion, une monographie Prix Bretagne Prix Breizh 50 ans retrace son histoire (liste des lauréats de 1961 à 2010, textes des 12 membres du jury),.
L'esprit qui préside à la remise du prix Bretagne pourrait être résumé par l'introduction à son remerciement du lauréat 2006, Kenneth White :
« Je dois dire aussi tout de suite que j’attache à ce prix beaucoup d’importance. En le décernant, ici à la Bibliothèque nationale de France, à un Écossais extravagant de mon espèce, Français d’adoption, Européen d’esprit, le jury du prix Bretagne manifeste très clairement à mes yeux son intention de sortir la Bretagne de tous les enfermements dont elle a souffert, et de sortir la culture celte de toutes les caricatures ignares ou malveillantes, dont elle a été victime».
En 2013, le prix Bretagne est doté d’une récompense de 6 100 €.

## Jury
À ses débuts, le prix Breizh-prix Bretagne a compté dans son jury des écrivains tels que Roger Nimier, Hervé Bazin, Paul Guimard, Henri Queffélec, Jean Marin.
Composition du jury 2012 :
- Président du jury, Philippe Le Guillou
- Secrétaire général, Jean Bothorel
- Membres : Annick Cojean, Stéphanie Janicot, Georges Olivier Châteaureynaud, Georges Guitton, Sébastien Le Fol, Patrick Mahé, Gilles Martin-Chauffier, Léna Louarn

## Lauréats

### Lauréats du prix Bretagne
| Année | Auteur                         | Ouvrage                                                   | Éditeur (xe fois)    |
| ----- | ------------------------------ | --------------------------------------------------------- | -------------------- |
| 1961  | Yves Le Scal                   | Le Novice du 'Tamaris'                                    | Éditions André Bonne |
| 1962  | Louis Martin-Chauffier         | pour l'ensemble de son œuvre                              |                      |
| 1963  | Georges Bordonove              | Chien de feu                                              | Julliard             |
| 1964  | Pierre-Jakez Hélias            | Maner Kuz (manoir secret)                                 | André Silvaire       |
| 1965  | Jean David                     | Assassin                                                  | Seuil                |
| 1966  | Yann Brekilien                 | La Vie quotidienne des paysans en Bretagne au XIXe siècle | Hachette             |
| 1967  | Xavier de Langlais             | Le Roman du roi Arthur                                    | Piazza               |
| 1968  | Jean-Claude Andro              | La Mer des Sargasses                                      | Denoël               |
| 1969  | Georges Guérin                 | Virgo et Argo                                             | Seuil                |
| 1970  | Yvonne Chauffin                | La Cellule                                                | Plon                 |
| 1971  | Jean-François Chiappe          | Georges Cadoudal ou la liberté                            | Perrin               |
| 1972  | Xavier Grall                   | La Fête de nuit                                           | Kelenn               |
| 1973  | Gérard Le Gouic                | Poèmes de mon vivant                                      | Telen Arvor          |
| 1974  | Georges Perros                 | Papiers collés                                            | Gallimard            |
| 1975  | Eugène Guillevic               | pour l'ensemble de son œuvre                              |                      |
| 1976  | Jean Sulivan                   | Matinales                                                 | Gallimard            |
| 1977  | Jean-Edern Hallier             | Le Premier qui dort réveille l'autre                      | Le Sagittaire        |
| 1978  | Louis Guilloux                 | pour l'ensemble de son œuvre pour Carnets                 | Gallimard            |
| 1979  | Maurice Le Lannou              | Un bleu de Bretagne                                       | Hachette             |
| 1980  | Michel Mohrt                   | pour l'ensemble de son œuvre                              |                      |
| 1981  | Alain Lemoigne                 | L'Année de passage                                        | La Table Ronde       |
| 1982  | Cathy Stephan                  | L'Homme-privilège                                         | La Table Ronde       |
| 1983  | Bernard Simiot                 | Ces messieurs de Saint-Malo                               | Albin Michel         |
| 1984  | Hervé Le Boterf                | Le Brave Général Cambronne                                | France-Empire        |
| 1985  | Antony Lhéritier               | pour l'ensemble de son œuvre                              |                      |
| 1986  | Jean Laugier                   | pour l'ensemble de son œuvre                              |                      |
| 1987  | Philippe Le Guillou            | Le Dieu noir                                              | Mercure de France    |
| 1988  | Maurice Polard                 | Le Naufrageur                                             | Gallimard            |
| 1989  | Yves La Prairie                | pour l'ensemble de son œuvre                              |                      |
| 1990  | André Le Gal                   | Le Roi des chiens                                         | Lattès               |
| 1991  | Yak Rivais                     | Le Géant de la mer                                        | Jean Picollec        |
| 1992  | Jean-François Coatmeur         | Des croix sur la mer                                      | Albin Michel         |
| 1993  | Hervé Roy                      | L'Horizon des évènements                                  | Le Cherche midi      |
| 1994  | Georges-Olivier Châteaureynaud | Le Château de verre                                       | Julliard             |
| 1995  | Margot Bruyère                 | L'Enfant d'outre-tombe                                    | Aléas                |
| 1996  | Non décerné                    |                                                           |                      |
| 1997  | Yann Apperry                   | Qui vive                                                  | Minuit               |
| 1998  | Colette Vlérick                | La Fille du goémonier                                     | Presses de la Cité   |
| 1999  | Anne-Marie Castelain           | Un été bigouden                                           | Liv'édition          |
| 2000  | Non décerné                    |                                                           |                      |
| 2001  | Marie Le Drian                 | La Cabane d'Hippolyte                                     | Julliard             |
| 2002  | Jean-Luc Coatalem              | Je suis dans les mers du sud sur les traces de Gauguin    | Grasset              |
| 2003  | Yann Queffélec                 | Boris après l'amour                                       | Fayard               |
| 2004  | Michel Chaillou                | 1945                                                      | Seuil                |
| 2005  | Charles Le Quintrec            | pour l'ensemble de son œuvre                              |                      |
| 2006  | Kenneth White                  | La Maison des marées                                      | Albin Michel         |
| 2007  | Jean-Paul Kauffmann            | La Maison du retour                                       | NiL Éditions         |
| 2008  | Stéphane Hoffmann              | Des filles qui dansent                                    | Albin Michel         |
| 2009  | Mona Ozouf                     | Composition française : retour sur une enfance bretonne   | Gallimard            |
| 2010  | Marie Le Gall                  | La peine du menuisier                                     | Phébus               |
| 2011  | Anthony Palou                  | Fruits et Légumes                                         | Albin Michel         |
| 2012  | Claire Fourier                 | Les Silences de la guerre                                 | Éditions Dialogues   |
| 2013  | Olivier Adam                   | Les Lisières                                              | Flammarion           |
| 2014  | Irène Frain                    | Sorti de rien                                             | Seuil                |
| 2015  | Cédric Morgan                  | Une femme simple                                          | Grasset              |
| 2016  | Lorraine Fouchet               | Entre ciel et Lou                                         | Héloïse d'Ormesson   |
| 2017  | Marie Sizun                    | La Gouvernante suédoise                                   | Arléa                |
| 2018  | Bernard Berrou                 | Pour l'ensemble de son oeuvre                             |                      |
| 2019  | Gwenaëlle Robert               | Le dernier bain                                           | Robert laffont       |
| 2020  | J. M. G. Le Clézio             | Chanson bretonne                                          | Gallimard            |
| 2021  | Claire Léost                   | Le passage de l'été                                       | JC Lattès            |
| 2022  | Delphine Coulin                | Loin à l'Ouest                                            | Grasset              |
| 2023  | Victor Jestin                  | L'homme qui danse                                         | Flammarion           |
| 2024  | Caroline Hinault               | Traverser les forêts                                      | Le Rouergue          |